# Ottaviano Conti di Segni
Ottaviano Conti di Segni (zm. 29 stycznia 1234) — włoski kardynał, bratanek papieża Innocentego III. Kamerling Świętego Kościoła Rzymskiego w początkowym okresie pontyfikatu swego wuja (1200 do 1206). Nominację kardynalską (z tytułem diakona św. Sergiusza i Bakchusa) otrzymał prawdopodobnie w maju 1206 roku. Uczestniczył w papieskiej elekcji 1216 i 1227. Jako kardynał-protodiakon (od 1221) koronował papieża Grzegorza IX, który także był jego krewnym. Zmarł w Rzymie.